# Белуджи
Белуджите (на белуджки: بلوچ) са ирански народ, който населява предимно пределите на историко-географската област Белуджистан. Населяват основно провинция Белуджистан (Пакистан) и провинция Систан и Белуджистан (Иран). Значителна част от тях живеят в южните провинции на Афганистан. Значителен брой техни общности има в Оман и Обединените арабски емирства.